# محاولة اغتيال روبرت فيتسو
في 15 مايو 2024، أصيب رئيس وزراء سلوفاكيا روبرت فيتسو بالرصاص نتج عنها جروحٌ خطيرةٌ في محاولة اغتيال في هاندلوفا، سلوفاكيا، أمام دار الثقافة في المدينة بعد اجتماع للحكومة، وجرى نقله إلى المستشفى. واعتقلت الشرطة مشتبهًا به يدعى يوراي سينتولا في مكان الحادث. وبحسب ما ورد، استقرت حالة فيتسو بعد خضوعه لعملية جراحية طارئة.

## الحادثة
وقع إطلاق النار خارج دار الثقافة، وهو مركز ثقافي في هاندلوفا، جرت فيه مناقشة حكومية. كان فيتسو يُحيي حشدًا من الناس وقت إطلاق النار. وبحسب الصحفيين، سُمعت أصوات عدة طلقات نارية وسقط فيتسو على الأرض. وقام عدة أشخاص بالقبض على المهاجم، وقامت الشرطة بتطويق المنطقة. وجرى اصطحاب ثلاثة وزراء آخرين بعيدًا عن مكان الحادث.
نقل أفراد الأمن فيتسو إلى سيارة، ونُقل إلى مستشفى هاندلوفا قبل نقله جوًا إلى مستشفى إف دي روزفلت في بانسكا بيستريتسا. وقال مسؤول بوزارة الداخلية إن فيتسو كان واعيا أثناء نقله. أفادت التحقيقات أنه جرى إطلاق خمس طلقات، أصابت إحدى الطلقات فيتسو في بطنه وأصابت أخرى رأسه وصدره، مما تركه في حالة تهدد حياته. خضع فيتسو لعملية جراحية طارئة، ووفقًا لنائب رئيس الوزراء توماس تارابا، فمن المتوقع أن يتعافى.

## المشتبه به
قامت حراسة فيتسو الأمنية على الفور باعتقال شاعر يبلغ من العمر 71 عامًا يُدعى جوراج سينتولا من ليفيتشي. وبحسب وزير الداخلية، صرح سينتولا أثناء استجواب الشرطة أنه قرر إجراء الاغتيال "مباشرة بعد الانتخابات الرئاسية السلوفاكية 2024 ".
كان المشتبه به يشارك في الأحداث التي نظمتها مجموعة شبه عسكرية موالية لروسيا تُسمى (بالسلوفاكية: Slovenskí branci) وتعني المجندون السلوفاكيون. كانت المجموعة -المرتبطة بنادي الدراجات النارية الروسي Night Wolves- قد أعلنت عن حلها في أكتوبر 2022. كتب سينتولا عدة منشورات على وسائل التواصل الاجتماعي الخاصة به تُشيد بتلك المجموعة وموقفها المناهض للهجرة. وخلال الهجوم، استخدم المشتبه به مسدسا كان يحمله بشكل قانوني لأنه يعمل رجل أمن خاص في سوبر ماركت.
وفي عام 2016، أسس المشتبه به "حركة ضد العنف". قام بتأليف ثلاثة كتب شعرية ورواية وكتاب عن شعب الروما في سلوفاكيا. كان المشتبه به أيضًا زعيمًا لنادي قوس قزح الأدبي في ليفيس، والذي شارك في تأسيسه عام 2005.
ولا يزال الدافع وراء الهجوم غير معروف بشكل كامل، ولكن يجري التحقيق فيه باعتباره ذو دوافع سياسية. صرح وزير الداخلية السلوفاكي ماتوش شوتاج إستوك لوسائل الإعلام المتعددة أن التحقيقات الأولية كشفت أن المسلح كان لديه دافع سياسي لمحاولة الاغتيال.

## ردود الفعل

### محليًا
أكد نائب رئيس المجلس الوطني توبوس بلاها عن حادث إطلاق النار خلال جلسة تشريعية جرى تعليقها لاحقًا وألقى باللوم على المعارضة السياسية ووسائل الإعلام الليبرالية. ووصفت وزارة الداخلية الحادث بأنه "محاولة اغتيال". ووصفت زوزانا تشابوتوفا، رئيسة سلوفاكيا المنتهية ولايتها، إطلاق النار بأنه "وحشي وبلا رحمة"، وأعربت عن صدمتها من الهجوم وتضامنها مع فيتسو. ووصف الرئيس المنتخب بيتر بيليجريني إطلاق النار بأنه "تهديد غير مسبوق للديمقراطية السلوفاكية" وحذر من أن العنف السياسي "يُعرِّض كل ما بنيناه معًا على مدار 31 عامًا من السيادة السلوفاكية للخطر". وأعرب ميشال سيميتشكا، زعيم حزب المعارضة سلوفاكيا التقدمية، عن مشاعر مماثلة. ألقى أندريه دانكو، نائب رئيس وزراء سلوفاكيا وزعيم الحزب الوطني السلوفاكي القومي، باللوم على المعارضة السياسية ووسائل الإعلام في الهجوم وقال إن البلاد تتجه نحو "حرب سياسية".

### دوليًا
أدان القادة الإقليميون والعالميون والمنظمات الدولية الهجوم وأعربوا عن دعمهم لفيتسو وشعب سلوفاكيا.
وأصدر رئيس الولايات المتحدة جو بايدن بيانا أدان فيه محاولة الاغتيال ووصفها بأنها "عمل عنف مروع". وأدانت رئيسة المفوضية الأوروبية أورسولا فون دير لاين ورئيس المجلس الأوروبي تشارلز ميشيل بشدة الهجوم. وكتبت فون دير لاين على وسائل التواصل الاجتماعي أن "أعمال العنف هذه ليس لها مكان في مجتمعنا وتقوض الديمقراطية، وهي أغلى مصالحنا المشتركة"، وقال ميشيل إنه "لا شيء يمكن أن يبرر العنف أو مثل هذه الهجمات".
قال الرئيس الفرنسي إيمانويل ماكرون على وسائل التواصل الاجتماعي إنه "مصدوم" و"يدين بشدة هذا الهجوم". وقال رئيس الوزراء البريطاني ريشي سوناك إنه "صُدم لسماع هذه الأخبار الرهيبة". وقال الرئيس الروسي فلاديمير بوتين إن الهجوم كان "جريمة وحشية" وتمنى لفيتسو "الشفاء العاجل والكامل". وندد الرئيس الأوكراني فولوديمير زيلينسكي بالهجوم وأكد أن أوكرانيا "تدين بشدة هذا العمل العنيف". وندد رئيس وزراء الهند ناريندرا مودي بالهجوم ووصفه بأنه "عمل جبان وخسيس".